# وينتربورن (باركشير)
وينتربورن (بالإنجليزية: Winterbourne, Berkshire)‏ هي أبرشية مدنية تقع في المملكة المتحدة في إنجلترا.